# Aleucanitis pamira
Aleucanitis pamira är en fjärilsart som beskrevs av Volker John. Aleucanitis pamira ingår i släktet Aleucanitis och familjen nattflyn. Inga underarter finns listade i Catalogue of Life.